# 개인 메시지

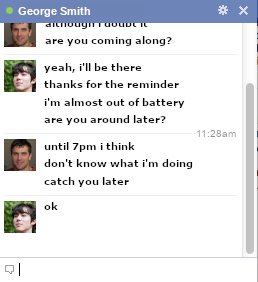
페이스북 채팅 플랫폼에서 페이스북 사용자 간에 전송된 메시지

개인 메시지(private message) 또는 다이렉트 메시지(direct message, 약칭 PM 또는 DM)는 컴퓨터 네트워크에서 특정 플랫폼의 개인 통신 채널 사용자가 보내거나 받는 비공개 통신을 의미하며, 종종 텍스트 기반이다. 공개 게시물과 달리 PM은 참가자만 볼 수 있다. IRC 및 인터넷 포럼에 오랫동안 존재했던 기능이며, PM을 위한 비공개 채널은 인스턴트 메시징 (IM) 및 소셜 미디어 네트워크에서도 널리 사용되는 기능이다. 동기식(예: IM) 또는 비동기식(예: 인터넷 포럼)일 수 있다.
개인 메시지(PM)라는 용어는 페이스북 메신저의 기능으로 시작되었고, 다이렉트 메시지(DM)라는 용어는 트위터의 기능으로 시작되었다. 후자의 인기로 인해 DM은 인스타그램과 같은 다른 플랫폼에서 차용되었으며, 대중적으로는 일반적으로 사용된다.

## 개요
개인 메시지에는 두 가지 주요 유형이 있다:
- 한 유형은 IRC[6] 및 인터넷 포럼[7] 뿐만 아니라 트위터, 페이스북, 인스타그램과 같은 소셜 미디어 서비스에서 찾아볼 수 있으며, 공개 게시물에 중점을 두는 곳에서 PM을 통해 사용자는 플랫폼을 떠나지 않고 개인적으로 통신할 수 있다.
- 두 번째 유형은 왓츠앱 및 스냅챗과 같은 인스턴트 메시징 플랫폼을 통해 전달되는 메시지이며, 사용자는 주로 PM을 교환하기 위해 네트워크에 가입한다.[8]
- 세 번째 유형인 피어 투 피어 메시징은 사용자가 메시지 전송 및 저장에 사용되는 인프라를 생성하고 소유할 때 발생한다. 기능은 애플리케이션에 따라 다르지만, 사용자에게 전송하는 데이터에 대한 전체 제어 권한을 부여한다. 이러한 종류의 메시징을 가능하게 하는 소프트웨어의 예는 Classified-ads이다.[9]

친구 및 가족과 개인적으로 연결하는 도구 역할 외에도, PM은 직장에서 모멘텀을 얻었다. 전문직 종사자들은 다른 공간에 있는 동료에게 연락하고 회의 중 효율성을 높이기 위해 PM을 사용한다. 유용하지만, 직장에서 PM을 사용하는 것은 일과 사생활 간의 경계를 모호하게 만들 수 있다.
오늘날 일반적인 개인 메시징 형태로는 페이스북 메시지 ("인박스"라고도 함), 트위터 다이렉트 메시지, 인스타그램 다이렉트 메시지가 있다. 이러한 형태의 개인 메시징은 일반적으로 공개적인 사이트에서 개인적인 공간을 제공한다. 예를 들어, 트위터에서의 대부분의 활동은 공개적이지만, 트위터 DM은 두 사용자 간의 통신을 위한 개인적인 공간을 제공한다. 이는 이메일, 문자 메시지, 스냅챗과 같이 대부분 또는 모든 활동이 항상 비공개인 매체와 다르다. 현대적인 형태의 개인 메시징은 사진이나 비디오와 같은 멀티미디어 메시지를 포함할 수 있다.

## 역사
첫 번째 이메일 시스템은 1971년 ARPANET을 통해 다른 호스트 컴퓨터를 사용하는 사람들 간에 메일을 보낼 수 있었으며, 원격 수신자에게 전자 메시지를 보낼 수 있도록 하여 개인 메시징에 혁명을 일으켰다. 오늘날 개인 메시징은 기존 소셜 미디어 플랫폼과 최근 개발된 애플리케이션의 필수 요소이다.

## 개인 정보 보호 문제
2014년 1월, 매튜 캠벨과 마이클 헐리는 페이스북이 전자 통신 개인 정보 보호법을 위반했다는 집단 소송을 제기했다. 그들은 URL이 포함된 개인 메시지가 읽혀지고 데이터 마이닝 및 사용자 프로파일링을 통해 수익 창출에 사용되고 있으며, 페이스북이 통신이 "감시에서 자유롭다"는 암시와 함께 기능을 "개인"이라고 부르는 것은 오해의 소지가 있다고 주장했다.
2012년, 일부 페이스북 사용자들은 페이스북 담벼락의 재설계를 2008-2009년의 개인 메시지를 공개적으로 공유하는 것으로 오해했다. 이 메시지들은 해당 연도의 공개 담벼락 게시물이었으며, 당시에는 담벼락 게시물에 좋아요를 누르거나 댓글을 달 수 없어 메모가 개인 메시지처럼 보였다.